# Szahalin
Szahalin (oroszul Сахалин; japánul 樺太 (karafuto) vagy サハリン (szaharin); kínaiul 庫頁 Kùyè) nagy, hosszúkásan elnyúló sziget a Csendes-óceán északi részében, az északi szélesség 45°50' és 54°24' között.
A sziget területe 78 000 km², ezzel a világ 23. legnagyobb szigete (nem sokkal kisebb, mint Magyarország), népessége azonban 2005-ös adatok szerint csak 673 100. Legnagyobb városa a 174 000 lakosú Juzsno-Szahalinszk. Lakóinak zöme orosz.
Őslakosai az ainuk, nyivhek (Csehov giljákoknak nevezte őket) és az orokszok (vagy ulták). Az ainuk zöme a japán Hokkaidó szigetre költözött, amikor az oroszok 1949-ben elűzték a japánokat Szahalinról.
Európai nevei a mandzsu név – szahalijan ula angga hada („az Amur torkolatának csúcsa”) – téves megfejtéséből erednek: a mandzsuban szahalijan jelentése „fekete” és az Amur folyóra (szahalijan ula) utal. Japán neve, a Karafuto az ainu Kamuj-Kara-Puto-Ja-Moszir név rövidítése (Kara Puto), aminek jelentése „a víziföld torkolatának istene”. Az ainu eredetű nevet a japánok akkor használták, amikor 1905 és 1945 között uralmuk alatt állt a sziget déli fele.

## Története
Szahalint az újkőkorszak óta lakják. Dui és Kusunai közelében nagy számban találtak a szibériai leletekhez hasonló kovakő eszközöket, az európaiakhoz hasonló csiszolt kőbaltákat, primitív agyagedényeket, amelyek az olonyeci edényekre hasonlító díszítésekkel, és hálóhoz való kőnehezékeket.
Jóval későbbről az Aniva-öbölben találtak egy már a bronzot is ismerő népesség hátrahagyta földfal- és szemétdombmaradványokat.
A bennszülött népességen belül az ainuk délen, az orokszok a sziget központi területein, a nyivhek északon élnek. A kínai krónikák a hszianbej és a hezse (nanaik) népekről számolnak be, mint a sziget halászatból élő lakóiról. A Ming-dinasztia idején a kínaiak Kuji (kínai 苦兀, pinjin Kǔwù), később Kuje (kínai 庫頁, pinjin Kùyè) néven ismerték a szigetet. Egy rövid időszakban (1409–1435) Kuje a Ming-dinasztia felállította Nurkal parancsnokság fennhatósága alatt állt, egy Ming-kori határkő ma is megtalálható a szigeten.
Vei Jüan A Csing-dinasztia katonai története című műve (kínai 聖武記, pijin Shèngwǔ Jì) szerint Kína 1616-ban 400 katonát küldött Szahalinra a japánok itteni kapcsolatai jelentette feltételezett kockázatok miatt, később azonban a helyőrséget visszavonták, mivel úgy látták, nincs fenyegetés.
A japánok később mégis megkezdték a sziget gyarmatosítását: Ótomari (ma Korszakov) néven 1679-ben települést alapítottak Szahalin déli csücskében. A Matszumae klán térképészei Kita-Ezo, azaz Észak-Hokkaidó néven írták a térképre Szahalint. Az Orosz Birodalom és Kína közt 1689-ben kötött nyercsinszki szerződés, amely a Sztanovoj-hegységet jelölte meg határvonalként, nem tett említést a szigetről. Oroszország azonban a 18. századtól megkezdte Szahalin megszállását, fegyencekből verbuvált csapatokkal. A szigetre Kína is igényt tartott, de nem voltak katonailag jelen, így a sziget ellenkező végeiből az oroszok és a japánok folytatták a gyarmatosítást.
Az európaiak számára Szahalin a 17. századtól lett ismert, Ivan Jurjevics Moszkvityin és Martin Gerritz de Vries útleírásaiból és tovább tágították az ismereteket Jean-François de La Pérouse (1787) és Ivan Fjodorovics Kruzenstern (1805) utazásai. Mindenesetre Szahalint még az utóbbiak is félszigetként írták le, mivel nem rendelkeztek az alapismeretekkel a Tatár-szorosról, amelyet csak 1809-ben térképezett fel a japán Mamija Rinzo.
Japán, azon az alapon, hogy Szahalin és a Kuril-szigetek földrajzilag és kulturálisan Hokkaidō „meghosszabbításai”, 1845-ben egyoldalúan bejelentette igényét a szigetekre. 1849-ben az orosz Gennagyij Ivanovics Nyevelszkoj, aki nem volt tudatában Rinzo korábbi felfedezéseinek, újra feltérképezte Szahalin partvonalait, bizonyságot szerzett arról, hogy szigetről van szó. A kínai és a japán igényekre fittyet hányva az oroszok bányákat, hivatalokat, iskolákat, börtönöket és templomokat hoztak létre Szahalinon. Az ainuk egy része is áttért az ortodox hitre.
Az 1855-ös simodai szerződésben Japán és az Orosz Birodalom arról egyezett meg, hogy mindkettejük polgárai szabadon letelepedhetnek a szigeten: az oroszok északon, a japánok délen. Határvonalat nem jelöltek meg. Az oroszok ahhoz is hozzájárultak, hogy leszereljék az ótomari katonai bázisukat. Az ópiumháborúk következtében Kína kénytelen volt beleegyezni az aiguni szerződésben és a pekingi konvencióban abba, hogy Oroszországnak adja át az Amurtól északra és az Usszuritól keletre eső területeit, köztük a Szahalint is. 1857-ben Oroszország katorgát, büntetőtelepet hozott létre a Szahalinon. A sziget déli fele azonban egészen 1875-ig Japáné maradt. Ekkor a szentpétervári szerződés értelmében átadták Oroszországnak cserébe a Kuril-szigetekért. Az orosz–japán háború során japán csapatok foglalták el. A háború után ismét változott a helyzet és az oroszok az 1905-ös portsmouthi szerződésben a sziget 50°-tól délre eső területeit visszaadták Japánnak, bár az oroszok így is megtarthatták Szahalin háromötöd részét. Dél-Szahalint Karafuto-csó néven igazgatták a japánok Tojohara székhellyel (a mai Juzsno-Szahalinszk). Nagyszámú bevándorló érkezett ebben az időszakban Japánból és Koreából is.
Az 1945-ös jaltai konferencián a nagyhatalmak megegyeztek arról, hogy a Szovjetunió visszakapja az egész szigetet. A szovjetek augusztus 11-én támadást indították a szigeten állomásozó japán egységek ellen, 25-én pedig bevették a fővárost, Tojoharát. Már a második világháború utolsó napjaiban több tízezer lakost evakuáltak Japánba, de legtöbbjük az 1946-1950-es időszakban hagyta el a szigetet. Az ötvenes években a szovjetek a Szahalin-alagút-tal tervezték összekötni a szárazfölddel. Japán és a Szovjetunió jogutódja, Oroszország a mai napig nem írt alá békeszerződést, és a terület ma is vita tárgyát képezi.